# Saliceto (Francia)
Saliceto (in corso U Salicetu) è un comune francese di 65 abitanti situato nel dipartimento dell'Alta Corsica nella regione della Corsica.

## Società

### Evoluzione demografica
Abitanti censiti

## Amministrazione

### Gemellaggi
Il comune è gemellato con l'omonimo comune italiano di Saliceto.